# Papa Cissé
Papa Cissé est un joueur de dames franco-sénégalais. Il est inscrit en 2023 au « Damier de Bandrélé » à Mayotte, après avoir longtemps représenté le « Damier de Toulouse ».

## Palmarès
Maître International et Grand Maître National, il a participé aux championnats du monde en 1994.
Champion de France Seniors (National) en 1990, à Chartres, et en 1993, au Mans, Papa Cissé participe régulièrement à cette compétition nationale,.